# 25 or 6 to 4
25 or 6 to 4 is een single van Chicago. Het is afkomstig van hun album Chicago II uit 1970 (eerder alleen Chicago) geheten. Het was lange tijd onduidelijk wat de betekenis was van de titel. Men dacht dat het over een trip ging. Pianist en tekstschrijver Robert Lamm lichtte het later toe. Hij schreef dit liedje rond vijf- of zesentwintig minuten voor vier uur ’s nachts (3:35/3:34). Het nummer valt binnen het genre rock, terwijl de meeste andere nummers uit die tijd toch een meer jazzachtig karakter hebben. De single komt regelmatig voor op verzamel- en livealbums van de band. Met name op Chicago IV is het publieke enthousiasme groot in Carnegie Hall. Het intro van het nummer vertoont gelijkenis met een gitaarriff rond 2:26 van Jimmy Page uit Led Zeppelins Babe I'm Gonna Leave You.

## Andere uitvoeringen
Dat jazz toch niet ver weg was, bleek uit een cover van de bigband van Woody Herman and The Thundering Herd op Children of Lima. Voor een stevige hardrockversie kan men uitwijken naar Motley Crue-zanger Vince Neil. Earth, Wind & Fire speelde dit nummer mee tijdens hun eerste gezamenlijke tournee met Chicago in 2004. De gewoonlijke soul-/funk- en discomuziek van EWF is dan ver te zoeken.
Na het vertrek van zanger en bassist Peter Cetera verscheen in 1986 een nieuwe versie van het nummer op Chicago 18. Het werd ditmaal gearrangeerd door James Pankow, de trombonist van de muziekgroep, en gezongen door Cetera's plaatsvervanger Jason Scheff.

## Hitnotering
De eerste versie haalde op 12 september 1970 de vierde plaats in de Billboard Hot 100. Een weetje uit de Billboard lijst is dat het plaatje voorafgaand aan die 4e plaats op plaats 6 (6 to 4) stond. De tweede versie stond in 1986 ook in de lijst; verder dan plaats 48 kwam het niet. Aan deze kant van de Atlantische Oceaan was 25 or 6 to 4 in het Verenigd Koninkrijk de laatste hit van de vroege Chicago, totdat in 1976 de grote hit If You Leave Me Now kwam. Het haalde een zevende plaats in dertien weken.

### Nederlandse Top 40
| Positie: | 29 | 19 | 14 | 13 | 20 | 27 | 33 | 37 | uit |

### NederlandseDaverende 30
| Positie: | 18 | 14 | 8 | 12 | 19 | 26 | uit |

### BelgischeBRT Top 30
| Positie: | 30 | 25 | 19 | 21 | 24 | uit |

### NPO Radio 2 Top 2000
| Nummer met noteringen in de NPO Radio 2 Top 2000 | '99 | '00 | '01 | '02 | '03 | '04 | '05 | '06 | '07 | '08 | '09 | '10 | '11 | '12 | '13 | '14  | '15  | '16  | '17 | '18  | '19  | '20  | '21  | '22  | '23  | '24  |
| ------------------------------------------------ | --- | --- | --- | --- | --- | --- | --- | --- | --- | --- | --- | --- | --- | --- | --- | ---- | ---- | ---- | --- | ---- | ---- | ---- | ---- | ---- | ---- | ---- |
| 25 or 6 to 4                                     | 457 | 433 | 382 | 394 | 439 | 566 | 729 | 684 | 745 | 618 | 804 | 800 | 935 | 889 | 960 | 1071 | 1056 | 1210 | 971 | 1418 | 1472 | 1599 | 1591 | 1763 | 1808 | 1739 |

1. ↑  Een vetgedrukt getal geeft de hoogste notering aan.